# مونتيلابيانو
مونتيلابيانو (بالإيطالية: Montelapiano)‏ هي بلدية في مقاطعة كييتي في إقليم أبروتسو الإيطالي.

## السكان
في سنة 1861 بلغ عدد السكان 913 نسمة، وتطور العدد ليصل في سنة 2011 لـ 80 نسمة.
يظهر هذا المخطط البياني تطور النمو السكاني لـ مونتيلابيانو